# Gdów (gmina)
Gdów est une gmina rurale du powiat de Wieliczka, Petite-Pologne, dans le sud de la Pologne. Son siège est le village de Gdów, qui se situe environ 14 km au sud-est de Wieliczka et 26 km au sud-est de la capitale régionale Cracovie.
La gmina couvre une superficie de 108 km2 pour une population de 16 340 habitants.

## Géographie
La gmina inclut les sołectwa de Bilczyce, Cichawa, Czyżów, Fałkowice, Gdów, Hucisko, Jaroszówka, Klęczana, Krakuszowice, Książnice, Kunice, Liplas, Marszowice, Niegowić, Niewiarów, Nieznanowice, Niżowa, Pierzchów, Podolany, Stryszowa, Świątniki Dolne, Szczytniki, Wiatowice, Wieniec, Winiary, Zagórzany, Zalesiany, Zborczyce et Zręczyce.
La gmina borde les gminy de Bochnia, Dobczyce, Łapanów, Niepołomice, Raciechowice et Wieliczka.